# لیگ کونکاکاف
لیگ کونکاکاف یک رقابت فوتبال باشگاهی سالانه بود که توسط کونکاکاف در ۸ مه ۲۰۱۷ به عنوان مسابقات قاره‌ای درجه دوم برگزار می‌شد.
این مسابقات از فرمت جام حذفی استفاده می‌کند که هر راند دارای دو پا است. شش تیم برتر راهی جام قهرمانان کونکاکاف می‌شوند. از سال ۲۰۱۹ تا ۲۰۲۲، ۲۲ تیم در مسابقات حضور داشتند که از ۱۶ تیم در نسخه‌های ۲۰۱۷ و ۲۰۱۸ افزایش یافته‌است.
این رقابت پس از نسخه ۲۰۲۲ به دلیل گسترش لیگ قهرمانان کونکاکاف، با شروع نسخه ۲۰۲۴ به پایان رسید. دو رقابت جام منطقه‌ای - جام آمریکای مرکزی و جام کارائیب - به عنوان مسابقات مقدماتی لیگ قهرمانان کونکاکاف ایجاد شدند.

## مقدماتی
از نسخه ۲۰۱۹، در مجموع ۲۲ تیم در لیگ کونکاکاف شرکت می‌کنند: ۱۸ تیم از آمریکای مرکزی (از ۷ فدراسیون)، ۳ تیم از کارائیب (از ۲ یا ۳ فدراسیون) و ۱ تیم از آمریکای شمالی (از ۱ فدراسیون).

#### ۱۸ تیم از آمریکای مرکزی
- ۳ تیم از  کاستاریکا
- ۳ تیم از  السالوادور
- ۳ تیم از  گواتمالا
- ۳ تیم از  هندوراس
- ۳ تیم از  پاناما
- ۲ تیم از  نیکاراگوئه
- ۱ تیم از  بلیز

#### ۳ تیم از کارائیب
- ۲ تیم از جام باشگاه‌های کارائیب (مقام دوم و سوم)
- ۱ تیم از بازی پلی‌آف بین تیم مقام چهارم جام باشگاه‌های کارائیب و قهرمان مسابقات باشگاهی کارائیب

#### ۱ تیم از آمریکای شمالی
- ۱ تیم از  کانادا

## قهرمانان

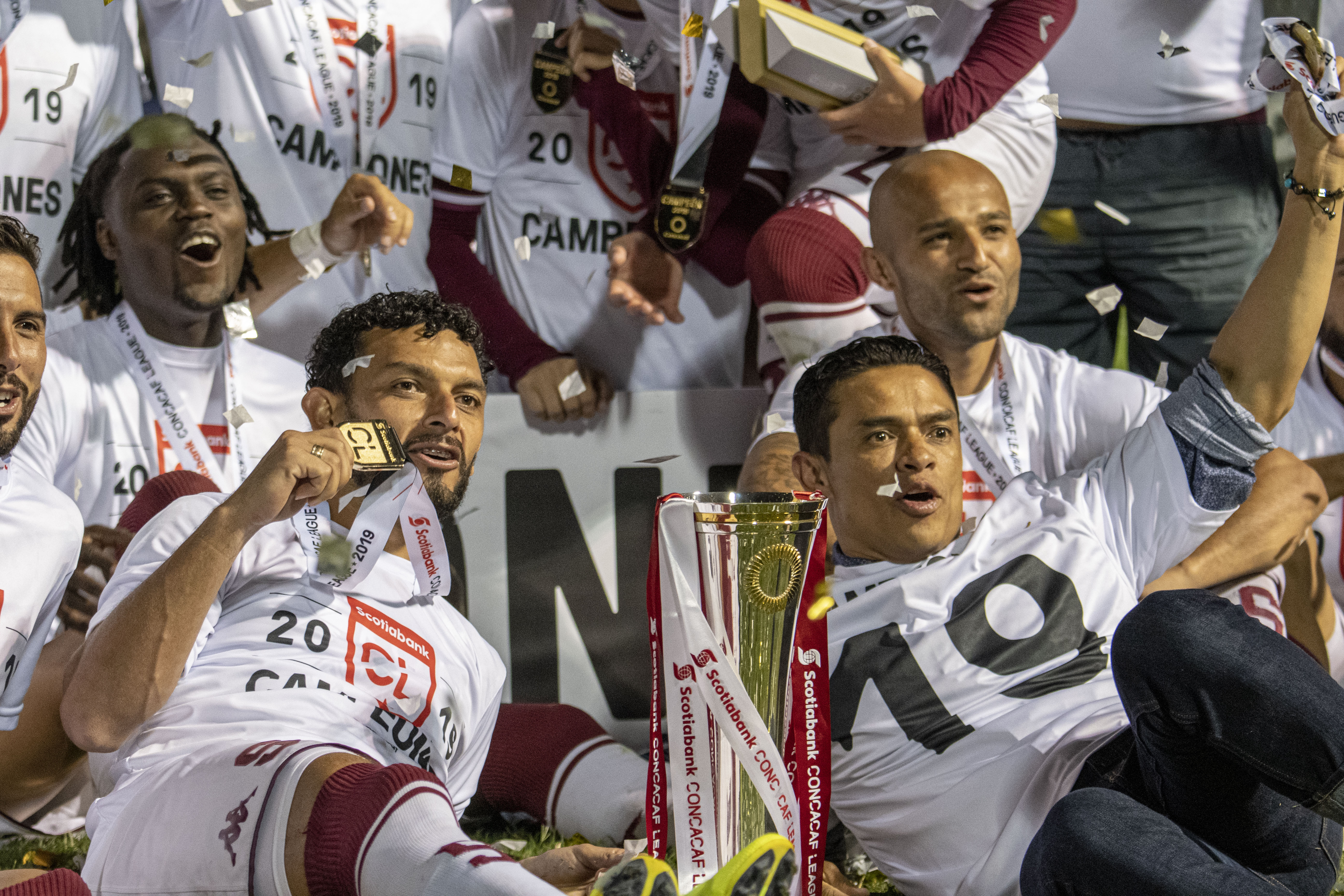
جشن قهرمانی ساپریسا در لیگ کونکاکاف ۲۰۱۹

| سال  | قهرمان       | نتیجه        | نایب قهرمان      |
| ---- | ------------ | ------------ | ---------------- |
| ۲۰۱۷ | المپیا       | ۱–۱ (پ. ۴–۱) | سانتوس د گواپیلس |
| ۲۰۱۸ | هردیانو      | ۳–۲          | موتاگوا          |
| ۲۰۱۹ | ساپریسا      | ۱–۰          | موتاگوا          |
| ۲۰۲۰ | آلاخولنسه    | ۳–۲          | ساپریسا          |
| ۲۰۲۱ | کامیونیکیشنس | ۶–۳          | موتاگوا          |
| ۲۰۲۲ | المپیا       | ۵–۴          | آلاخولنسه        |

### براساس باشگاه
| باشگاه           | قهرمانی | نایب قهرمانی | سال‌های قهرمانی |
| ---------------- | ------- | ------------ | -------------- |
| المپیا           | ۲       | ۰            | ۲۰۱۷، ۲۰۲۲     |
| ساپریسا          | ۱       | ۱            | ۲۰۱۹           |
| آلاخولنسه        | ۱       | ۱            | ۲۰۲۰           |
| هردیانو          | ۱       | ۰            | ۲۰۱۸           |
| کامیونیکیشنس     | ۱       | ۰            | ۲۰۲۱           |
| موتاگوا          | ۰       | ۳            | –              |
| سانتوس د گواپیلس | ۰       | ۱            | –              |

### براساس کشور
| کشور      | قهرمانی | نایب قهرمانی | مجموع |
| --------- | ------- | ------------ | ----- |
| کاستاریکا | ۳       | ۳            | ۶     |
| هندوراس   | ۲       | ۳            | ۵     |
| گواتمالا  | ۱       | ۰            | ۱     |